# Octopus's Garden
«Octopus's Garden» es una canción escrita por Ringo Starr, y lanzada por The Beatles en su álbum de 1969 Abbey Road. También aparece en el segundo disco de The Beatles 1967-1970, en Anthology 3 y en el compilatorio Love. A pesar de que se conoce que George Harrison ayudó a Starr en la composición, este último permanece como el único escritor en los créditos.
Fue la última canción lanzada por los Beatles con Starr en las voces principales.

## Composición
La idea de la canción surgió cuando Starr estaba en un barco perteneciente al cómico Peter Sellers en Cerdeña en 1968. Pidió pescado con patatas fritas para el almuerzo, pero en vez de pescado se le sirvió calamar. Esta era la primera vez que probaba los calamares, y afirmó: "Estaba bien. Un poco correoso. Sabía a pollo"). El capitán del bote le contó a Starr cómo los pulpos viajan a lo largo del lecho marino recogiendo piedras y objetos brillantes con los que construir jardines. La composición de Starr se inspiró aún más en su deseo de escapar de la creciente hostilidad entre los Beatles, admitiendo más tarde que "también quería estar bajo el mar". Harrison proporcionó ayuda no acreditada en el desarrollo de los cambios de acordes de la canción. En el documental "Let It Be" se le puede ver ayudando a Starr a trabajar la canción en el piano, y a Lennon después uniéndose a la batería.
La canción, que contiene la letra "Oh, qué alegría para cada niña y niño / Sabiendo que están felices y seguros", a veces se la considera una canción para niños, como "Yellow Submarine" o "All Together Now". También ha sido interpretada por los Muppets varias veces en varios episodios de sus shows.

## Grabación
La pista instrumental básica se grabó el 26 de abril de 1969, con la alineación de The Beatles de dos guitarras eléctricas (Harrison y Lennon, esta última usando su técnica de dedo en "Julia", "Dear Prudence", etc.),[cita requerida] bajo (McCartney) y batería (Starr). Starr también proporcionó una guía temporal vocal. (Toma 2 de la grabación, con esta guía vocal, Starr cantando el primer verso tres veces, es la pista 14 en el disco 2 de Anthology 3). En ausencia de George Martin, los Beatles mismos fueron incluidos como productores, con el aprendiz de Martin Chris Thomas presente en la sala de control para asistir. Se necesitaron 32 tomas antes de que los Beatles estuvieran satisfechos con la pista.
Las voces de respaldo de McCartney y Harrison durante el solo de guitarra se pusieron a través de compresores y limitadores para crear un sonido de gorgoteo. Starr agregó el sonido de burbujas soplando a través de una pajita en un vaso de leche. [9] [10]

## Personal[2]
- Ringo Starr – voz principal, batería (Ludwig Hollywood Maple), percusión, efectos de sonido
- George Harrison – acompañamiento vocal, guitarra líder (Fender Sonic Blue Stratocaster)
- Paul McCartney – acompañamiento vocal, bajo (Rickenbacker 4001s), piano (Steinway Hamburg Baby Grand)
- John Lennon – guitarra rítmica (Epiphone Casino)
- Geoff Emerick - sintetizador (1967 Moog IIIp)

## Relanzamiento
La canción fue remezclada en 2006 para el álbum Love de The Beatles, que contenía remixes de canciones clásicas de The Beatles. El remix comienza con la voz de Starr sobre la orquestación de "Good Night", luego pasa a la pista de acompañamiento instrumental original en la línea "Yo preguntaría a mis amigos...", con efectos de sonido de "Yellow Submarine" agregados en el fondo mientras suena la introducción de batería de "Lovely Rita". Durante el solo de guitarra, la pista de batería se reemplaza con la de "Polythene Pam".
La pista, en su forma original, también está disponible en la compilación 1967-1970.

## Libro
Starr escribió en 2014 Octopus's Garden, un libro para niños basado en la canción homónima. El libro, que consiste en la letra de la canción, está ilustrado por Ben Cort. Se incluye un CD con el libro, que incluye una introducción de Starr, una nueva versión de la canción, la letra hablada en prosa y una versión instrumental de la canción.

## Otras versiones
Los Muppets de Jim Henson hicieron tres versiones de portada de la canción, en Plaza Sésamo, episodio 19 en 1969, The Ed Sullivan Show en marzo de 1970 y El Show de los Muppets episodio 312 en 1978, que fue interpretada por Robin the Frog, Kermit the Frog y Miss Piggy. 
En el programa educativo de PBS Zoom, el elenco de la temporada 5 hizo una versión de la canción.[cita requerida]
Reparata and the Delrons lanzaron la canción como sencillo en 1972 en Dart Records, respaldada por "Your Life Is Gone". Usó efectos vocales y efectos de sonido de temática del océano para imitar el estilo de su éxito en el Reino Unido de 1968, "Captain of Your Ship". Se relanzó en 1976, con los lados A y B invertidos, y se acreditó a Reparata (no Delrons).
Noel Gallagher de la banda Oasis agrega letras adaptadas de "Octopus's Garden" al final de su canción "Whatever" durante algunas de sus actuaciones en vivo. La frase "Me gustaría estar bajo el mar" está en el estribillo de uno de los lados B más populares de Oasis, "Take Me Away". Además, el estribillo del coro de "Octopus's Garden" se puede escuchar a unos cuarenta segundos del final de "The Master plan", también de Oasis.
La canción fue versionada y grabada por el músico de los niños canadienses Raffi para el álbum de 1985 "One Light, One Sun".
The Punkles hicieron un cover punk en su cuarto álbum "For Sale", cantado por su baterista Markey Starkey.
En 1999, Melissa Joan Hart realizó un cover de electropop para su película Sabrina Down Under.
Un mashup con Blondie de su canción "Heart of Glass" circuló en Internet en 2007, como "Glass Octopus".
El equipo de comedia en CollegeHumor creó un homenaje paródico a la banda titulada "Ringo quiere cantar más". El video fue publicado en su sitio web el 24 de junio de 2009.
Leah Erbe interpretó la portada de "Octopus's Garden" en la banda sonora de películas para IMAX: Under The Sea. La banda sonora fue lanzada por New Line Records el 1 de abril de 2010.

## Cultura popular
En el episodio "Lisa, la vegetariana" de Los Simpson, Linda McCartney menciona que les gusta pasar el rato en el "jardín a la sombra" de Apu cuando están en Springfield, que es una letra de la canción.
En la película de comedia romántica de 2009 (500) Días con ella, Summer Finn (Zooey Deschanel) comenta que "Octopus's Garden" es la mejor canción de los Beatles. Tom Hanson (Joseph Gordon-Levitt) le dice a Summer que nadie ama a Ringo Starr, a lo que Summer responde "Eso es lo que amo de él".
En la película de comedia Walk Hard: The Dewey Cox Story de 2007, Ringo Starr (Jason Schwartzman) se refiere a su "canción sobre un pulpo", que es seguido por un crudo comentario de John Lennon (Paul Rudd).